# 張澍滋
張澍滋，（1836年—1896年）派名張葆賦，字雨村，號蘭渠，甘肅省蘭州府皋蘭縣（今甘肅榆中青城）人，清政治人物、同進士出身。
光緒六年（1880年）庚辰科進士，三甲一百九十二名。己卯鄉試中式第二十九名，會試中式第二百五十名，殿試三甲第一百九十二名，朝考三等第一百一十九名，欽點知縣。
因制先後丁憂九年，后服滿啟用為廣東瓊州府樂會縣知縣，積勞成疾，卒於任上。